# Auktionsbridge
Auktionsbridge är ett kortspel som utvecklades från whist omkring förra sekelskiftet, och som då snabbt vann popularitet. Men sedan kontraktsbridge uppfanns i slutet av 1920-talet övergick populariteten snabbt till det nya, mer finessrika spelet. Med termen bridge avses sedan länge uteslutande kontraktsbridge.
I auktionsbridge gäller det endast att "vinna" budgivningen. Om partnern avlagt det för tillfället högsta budet, medspelaren är någorlunda nöjd med detta, så saknas anledning att höja budet även om paret kan nå mycket högre. I auktionsbridge saknas nämligen de bonusnivåer vilka ger höga poäng (om man spelar hem det bjudna kontraktet).
Den enda finess som fanns i auktionsbridgen jämfört med den moderna kontraktsbridgen var att man kunde bjuda lågspel
(i färgernas ordning räknades lågspel mellan spader och högspel, dvs sang på "bridgespråk".)
Auktionsbridge kan möjligen användas som "inkörsport" till kontraktsbridge, då man slipper lära sig det ganska komplicerade mönster som budgivningssystemen för kontraktsbridge utgör.